# Пфалцграфенвајлер
Пфалцграфенвајлер (њем. Pfalzgrafenweiler) општина је у њемачкој савезној држави Баден-Виртемберг. Једно је од 16 општинских средишта округа Фројденштат. Према процјени из 2010. у општини је живјело 7.224 становника. Посједује регионалну шифру (AGS) 8237054.

## Географски и демографски подаци
Пфалцграфенвајлер се налази у савезној држави Баден-Виртемберг у округу Фројденштат. Општина се налази на надморској висини од 636 метара. Површина општине износи 44,7 km². У самом мјесту је, према процјени из 2010. године, живјело 7.224 становника. Просјечна густина становништва износи 162 становника/km².

## Међународна сарадња
| Мјесто | Држава    | Врста сарадње | Од    |
| ------ | --------- | ------------- | ----- |
|        | Француска | партнерство   | 1969. |
| Извор  |           |               |       |